# Sub rosa

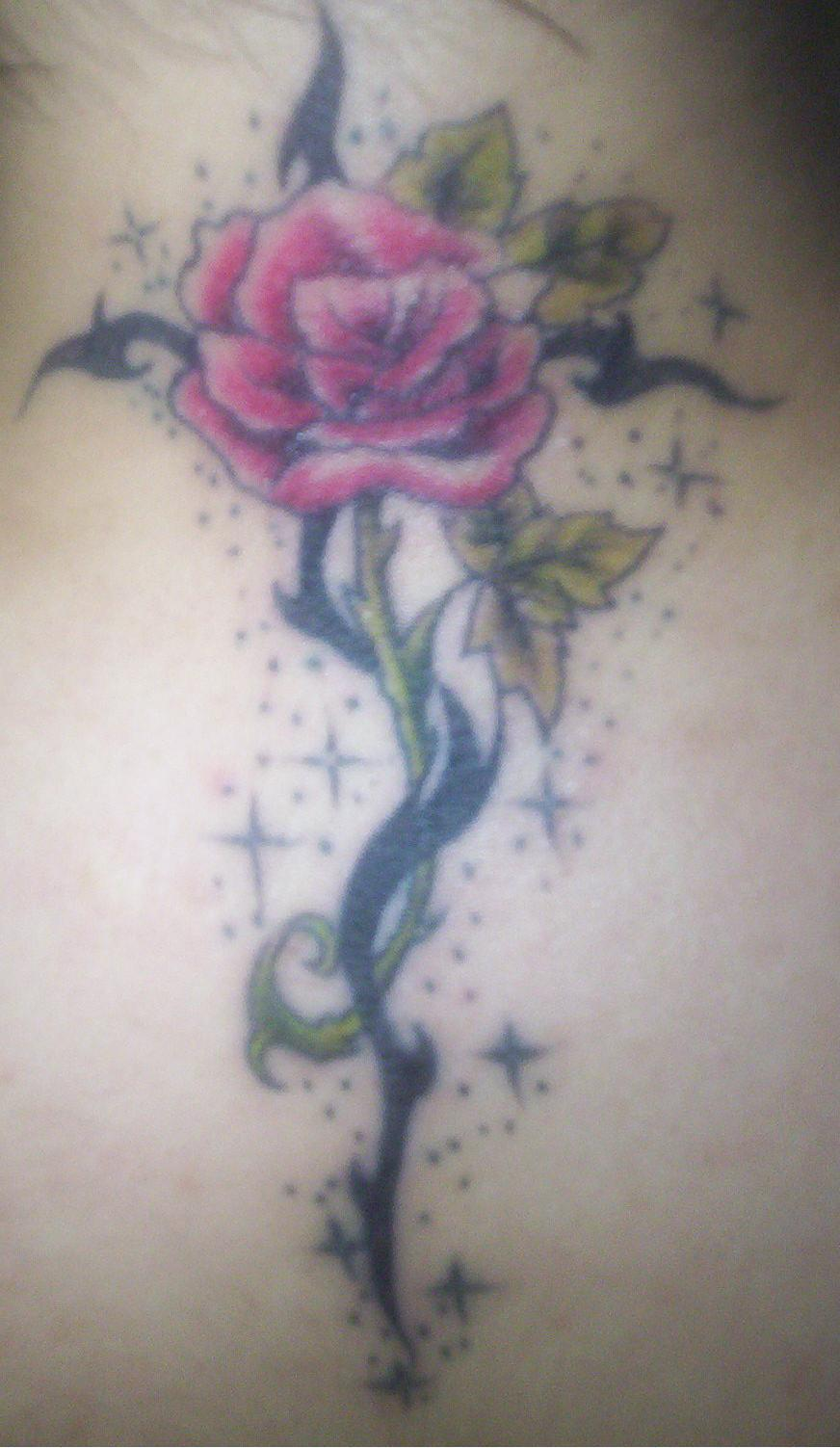
Exemplo de tatuagem com a sub rosa.

A expressão latina sub rosa significa sob a rosa. É usada nos países de língua inglesa para denotar segredo ou confidencialidade.
A rosa é o emblema do deus egípcio Horus. Na Grécia e Roma antigas, ele era considerado como deus do silêncio. Isto se origina de uma interpretação errada dos hieróglifos egípcios, que o colocam, juntamente com Ísis e Osíris, como um deus. Os gregos traduziram seu nome egípcio Har-pa-khered para Harpócrates.
A conotação de segredo também remonta à mitologia grega. Afrodite deu uma rosa a seu filho Eros, o deus do amor; ele, em contrapartida, deu-a a Harpócrates, o deus do silêncio, com o fito de garantir que as indiscrições de sua mãe (ou as dos deuses em geral) fossem mantidas debaixo dos cobertores. Pinturas de rosas no teto de salas de jantar romanas são também uma lembrança de que coisas ditas sob a influência do vinho (sub vino) deveriam também permanecer sub rosa. Na Idade Média, uma rosa suspensa no teto da cela de um concílio similarmente obrigava todos os presentes (aqueles debaixo da rosa) ao segredo.
Nos dias de hoje, o termo vem sendo usado pelo governo escocês para denotar um tipo especifico de reuniões não-oficiais.
Em alguns países europeus, uma observação sub rosa é considerada normalmente como tendo conotações sexuais, ou indiscretas. Mais recentemente, a expressão atividades sub rosa tornou-se um sinônimo de operações secretas, normalmente utilizada por serviços de segurança. Originário, neste sentido, dos Estados Unidos da América, foi progressivamente espalhando-se para outros países e em especial para o Reino Unido.